# Кругляков, Роман Николаевич
Рома́н Никола́евич Кругляко́в (26 декабря 1971, г. Белая-Калитва) — российский гребец-каноист, выступал за сборную России в начале 1990-х — конце 2000-х годов. Четырёхкратный чемпион мира, дважды чемпион Европы, победитель всероссийских первенств и многих международных регат. На соревнованиях представлял Самарскую область, заслуженный мастер спорта.

## Биография
Роман Кругляков родился 26 декабря 1971 года в г. Белая-Калитва. Активно заниматься греблей начал в раннем детстве, проходил подготовку в самарской школе высшего спортивного мастерства № 1 под руководством тренера Галины Савенко.
Первого серьёзного успеха добился в 1993 году, когда на взрослом всероссийском первенстве завоевал золотую медаль в каноэ-двойках на дистанции 10000 метров (впоследствии становился чемпионом России в различных дисциплинах более двадцати раз). На международной арене впервые заявил о себе в сезоне 1999 года, на чемпионате мира в Милане получил сразу две золотые награды, в зачёте четырёхместных экипажей на дистанциях 200 и 500 метров. За эти выдающиеся достижения по итогам сезона удостоен почётного звания «Заслуженный мастер спорта России». Два года спустя добился звания чемпиона Европы и взял бронзу на мировом первенстве в польской Познани, снова в полукилометровой гонке четвёрок.
В 2002 году на чемпионате Европы в венгерском Сегеде Кругляков попал в число призёров сразу в трёх дисциплинах, в том числе добился золота в двухсотметровых заездах четвёрок. Также в этом сезоне добыл золото и серебро на первенстве мира в испанской Севилье. На мировом чемпионате 2003 года в американском Гейнсвилле выиграл ещё две золотые медали, однако его партнёр по четырёхместному каноэ Сергей Улегин был уличён в применении допинга, и всю команду лишили этих выигранных наград.
На европейском чемпионате 2004 года в Познани Кругляков добавил в послужной список две серебряные награды, выигранные в программе четвёрок на 200 и 500 метров, через год там же взял ещё одно серебро на двухстах метрах. В 2005 году, помимо всего прочего, одержал победу на мировом первенстве в хорватском Загребе, вновь в четвёрках на двухстах метрах, став таким образом четырёхкратным чемпионом мира. В 2008 и 2009 годах на чемпионатах Европы в Милане и Бранденбурге пополнил медальную коллекцию двумя бронзовыми наградами, в четвёрках на полукилометровой и километровой дистанциях соответственно.
Тренеры — Солдатов В. И. и Немиш В. И.